# Horsdorf

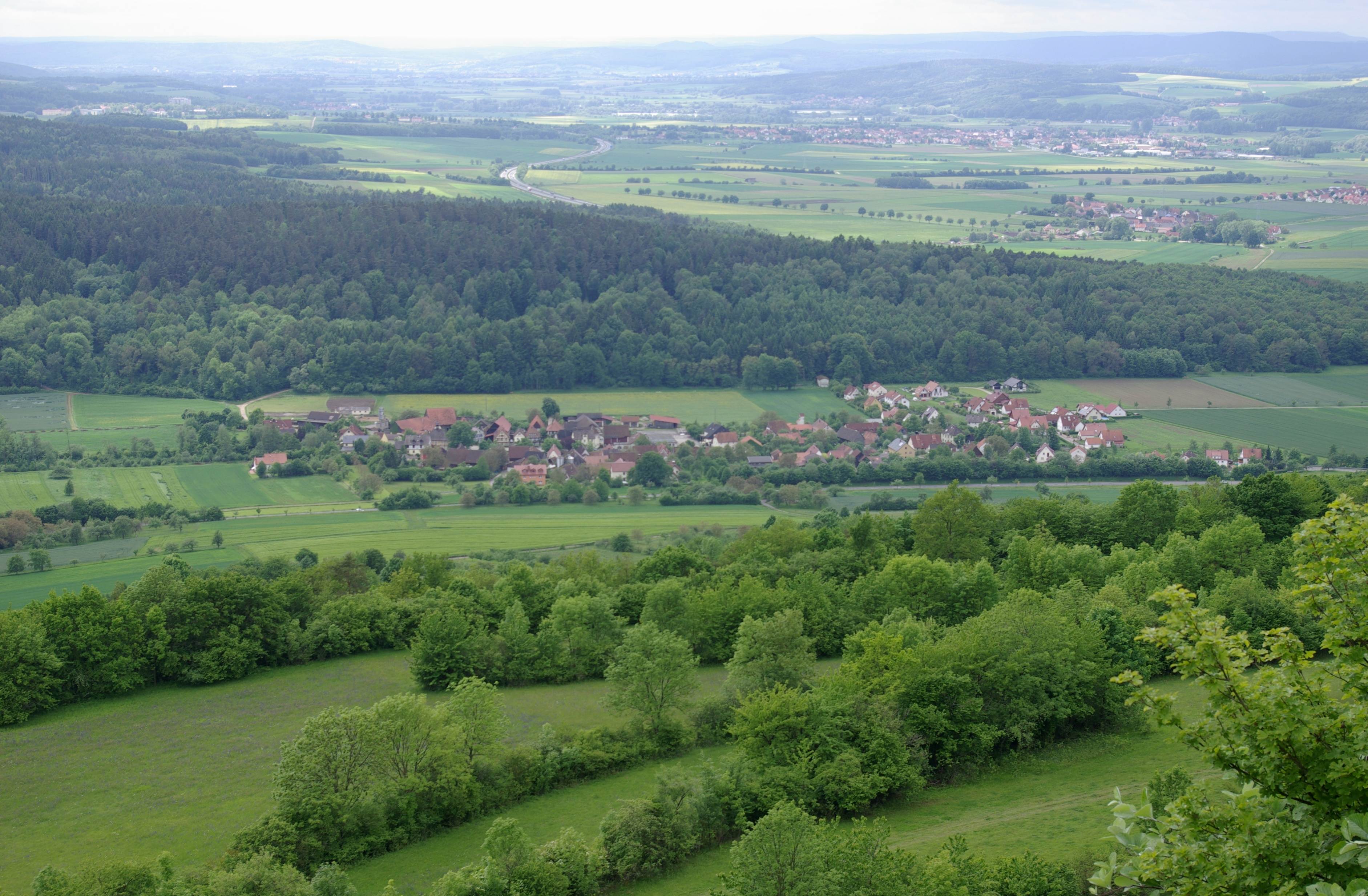
Blick vom Staffelberg auf Horsdorf, 2010

Horsdorf ist ein Stadtteil von Bad Staffelstein, Landkreis Lichtenfels, Oberfranken. 

## Geographie
Das Dorf hat ca. 200 Einwohner und liegt im Lautertal. 

## Geschichte
Im Jahr 1272 wurde Horsdorf erstmals urkundlich erwähnt. 1950 bestand die Gemeinde Horsdorf aus den Dörfern Horsdorf mit 242 und Loffeld mit 274 sowie der Einöde Eichelsee mit 10 Einwohnern.
In Horsdorf wurde 1887 auf einer Fläche von 5,08 Hektar Wein angebaut, der Weinbau wurde durch den Befall der Reblaus unrentabel. Heute gibt es wieder eine bewirtschaftete Weinbergparzelle, auf der Weißwein angebaut wird.
Beim Bundeswettbewerb Unser Dorf soll schöner werden erhielt es 1995 die Goldplakette. Bei dem europäischen Wettbewerb Entente Florale Europe wurde 1997 der Gold Award erreicht.

## Spitzname
Die Horsdorfer Einwohner werden seit mehreren Jahrhunderten als „Federbloser“ (Federblaser) bezeichnet. Die genaue Herkunft des Namens ist unbekannt, er geht aber auf die Technik des Federschlitzens zurück, mit der man eine Art falsche Daunen herstellen konnte. Dazu trafen sich bis Mitte des 20. Jahrhunderts die Frauen des Dorfes und schnitten von den Federn die harten Kiele ab. Da anschließend die Federreste vom Tisch geblasen wurden, könnte der Name daher kommen.